# Batalha de Arroyo Grande (1842)
A Batalha de Arroyo Grande´, em 6 de dezembro de 1842 foi uma batalha na fase inicial da Guerra Grande, na qual as forças federalistas, ou blancos, de Oribe, derrotaram os colorados de Fructuoso Rivera, no território da província de Entre Ríos, na Argentina. Parte das forças de ambos bandos foi formada por argentinos.
Oribe então, com esta vitória iniciou o cerco de Montevidéu.